# Psammoecus alluaudi
Psammoecus alluaudi es una especie de coleóptero de la familia Silvanidae.

## Distribución geográfica
Habita en Madagascar.